# Tour della nazionale maschile di rugby a 15 del Canada 2010
A novembre 2010 la Nazionale canadese di rugby a 15, dopo avere acquisito la qualificazione alla Coppa del Mondo di rugby 2011, fu impegnata in un tour in Europa che previde quattro test match con altrettante Nazionali di seconda fascia.
Avversari dei canadesi furono, nell'ordine, Belgio, Spagna, Georgia e Portogallo.
Commissario tecnico della spedizione era il neozelandese Kieran Crowley mentre capitano era Pat Riordan.

## Gli incontri
Il primo incontro del tour fu a Bruxelles contro i belgi, ai quali la Nazionale nordamericana concesse solo due mete (Berger e Neal, quest'ultima trasformata da Meeùs), mentre andò a segno sei volte imponendosi 43-12.
Una settimana più tardi a Madrid le mete marcate furono 8, di nuovo contro le due avversarie, anche se la stampa nazionale, al di là della sconfitta iberica con 38 punti di scarto, sottolineò la buona prova della Spagna, che a 12 minuti dalla fine era ancora sotto di 22 punti contro il meglio piazzato nel ranking Canada, che conduceva 36-17; tre mete e un piazzato nel finale portarono il Canada a quota 60, e a tempo scaduto la Spagna realizzò la meta sulla quale l'incontro si chiuse per 22-60.
A Tbilisi vi fu la prima e unica sconfitta nel tour: contro la Georgia la prima linea andò subito in difficoltà e concesse una meta tecnica e, anche se il Canada rispose con Marshall, poco dopo anche l'avanti caucasico Zirakašvili realizzò e su quel vantaggio la Georgia lucrò fino a portarsi sul 22-8 nel finale, quando Aaron Carpenter realizzò a tempo scaduto per portare la sconfitta entro i limiti del break (15-22).
Nell'ultimo incontro, a Lisbona, i canadesi prevalsero di misura sul Portogallo in una partita equilibrata che vide i nordamericani in vantaggio di due mete dopo sette minuti ma quasi subito raggiunti; l'equilibrio si mantenne fino a pochi minuti dalla fine quando, sul 20 pari, James Pritchard realizzò il piazzato che consegnò al Canada la vittoria per 23-20.

## Risultati
| Arbitro: | Marius Mitrea |

|                     |      |                                                             |
| 39’ Berger 44’ Neal | mt   | 6’ Dolezel 11’, 25’ Riordan 28’ S. White 76’ Duke 78’ Monro |
| 44’ Meeùs           | tr   | 6’, 11’, 28’ Hirayama 76’, 78’ Monro                        |
|                     | c.p. | 65’ Monro                                                   |

| Arbitro: | Frank Himmer |

|                                  |      |                                                                                            |
| 44’ Pradalie 80+2’ Belzunce      | mt   | 2’ Riordan 9’, 77’ Paris 17’ O’Toole 22’ Carpenter 44’ v.d. Merwe 62’ Marshall 67’ Stephen |
|                                  | tr   | 2’, 9’, 17’, 22’, 62’, 67’, 77’ Pritchard                                                  |
| 7’, 25’, 32’, 40’ Fernández Riga | c.p. | 36’, 72’ Pritchard                                                                         |

| Arbitro: | Pascal Gaüzère |

|                                              |      |                            |
| 20’ tecnica 35’ Zirakašvili 55’ Urjukashvili | mt   | 22’ Marshall 80’ Carpenter |
| 20’ Malaguradze 35’ Kvirikashvili            | tr   | 80’ Pritchard              |
| 5’ Malaguradze                               | c.p. | 40’ Pritchard              |

| Arbitro: | Federico Pastrana |

|                      |      |                               |
| 22’ Aguilar 26’ Foro | mt   | 4’ S. White 7’, 54’ Pritchard |
| 22’, 26’ Gardener    | tr   | 4’ Pritchard                  |
| 43’, 60’ Gardener    | c.p. | 37’, 76’ Pritchard            |